# Рујница (Завидовићи)
 Рујница је насељено мјесто у Босни и Херцеговини, у општини Завидовићи, које административно припада Федерацији Босне и Херцеговине. Према попису становништва из 2013. године, у насељу је живјело 1.248 становника.

## Становништво
| Националност       | 2013.          | 1991.          | 1981.          | 1971.          |
| Муслимани          | 1.237 (99,12%) | 1.642 (97,16%) | 1.564 (97,87%) | 1.434 (96,82%) |
| Срби               | 0              | 7 (0,41%)      | 20 (1,25%)     | 43 (2,90%)     |
| Хрвати             | 0              | 0              | 0              | 1 (0,06%)      |
| Југословени        | –              | 4 (0,23%)      | 8 (0,50%)      | 0              |
| остали и непознато | 11 (0,88%)     | 37 (2,19%)     | 6 (0,37%)      | 3 (0,20%)      |
| Укупно             | 1.248          | 1.690          | 1.598          | 1.481          |